# La Chaux-en-Bresse
La Chaux-en-Bresse è un comune francese di 33 abitanti situato nel dipartimento del Giura nella regione della Borgogna-Franca Contea.

## Società

### Evoluzione demografica
Abitanti censiti